# Лоньова
Лоньова (пол. Łoniowa) — село в Польщі, у гміні Дембно Бжеського повіту Малопольського воєводства.
Населення — 952 особи (2011).
У 1975-1998 роках село належало до Тарновського воєводства.

## Демографія
Демографічна структура станом на 31 березня 2011 року:
|          | Загалом | Допрацездатний вік | Працездатний вік | Постпрацездатний вік |
| -------- | ------- | ------------------ | ---------------- | -------------------- |
| Чоловіки | 476     | 117                | 319              | 40                   |
| Жінки    | 476     | 117                | 257              | 102                  |
| Разом    | 952     | 234                | 576              | 142                  |